# Major Gercino
Major Gercino es un municipio brasileño del estado de Santa Catarina. Tiene una población estimada al 2022 de 3 214 habitantes. Pertenece a la Región Metropolitana de Florianópolis.

## Toponimia
El nombre del municipio es en honor a Gercino Gerson Gomes (1906-1952), militar y pionero farmacéutico del estaod en el Siglo XX nacido en Tijucas.

## Historia
Con el asentamiento de colonos portugueses-brasileños, hace aproximadamente 120 años, seguidos por inmigrantes italianos, alemanes y polacos alrededor de 1870 a 1890, se inició la colonización de las tierras que hoy forman el municipio de Major Gercino.
Fue elevado a municipio el 3 de noviembre de 1961, separándose de São João Batista.